# Америка-II
Америка-II (исп. América II) — посёлок в Мексике, штат Тамаулипас, входит в состав муниципалитета Нуэво-Ларедо. Численность населения, по данным переписи 2010 года, составила 197 человек.